# Joe Dixon
Joeseph 'Joe' Dixon (Birmingham, 10 oktober 1965) is een Brits acteur.

## Biografie
Dixon werd geboren in Birmingham als zoon bij Guyanese ouders. In zijn geboorteplaats leerde hij het acteren aan de Castle Vale Comprehensive, hier werd hij door zijn toneelleraar aangespoord om deel te nemen aan de Birmingham Youth Theatre. Hierna studeerde hij af aan de Royal Academy of Dramatic Art in Bloomsbury.
Dixon begon in 1989 met acteren in de televisieserie The Bill, waarna hij nog meerdere rollen speelde in televisieseries en films. Naast het acteren voor televisie is hij ook actief in het theater, en als tenor in de opera.
Dixon was van 2000 tot en met 2004 getrouwd met actrice Lesley Manville. Dixon is bedreven in het bespelen van de eufonium, gitaar, tuba en piano.

## Filmografie

### Films
Uitgezonderd korte films.
- 2024 Arcadian - als Mr. Rose
- 2023 The Prince of Egypt: Live from the West End - als Pharaoh Seti
- 2017 Monkey King Reloaded - als Demon King (stem)
- 2017 Hi-Lo Joe - als Bruiser
- 2017 Royal Shakespeare Company: The Tempest - als Caliban
- 2015 The Carrier - als Eric Mason
- 2012 The Cold Light of Day - als Dixon
- 2010 14 Days with Victor - als Martin
- 2007 Rise of the Footsoldier - als mr. Khan
- 2004 When I'm Sixty-Four - als Lynval
- 2002 The Stretford Wives - als Dave McCarthy
- 2001 The Mummy Returns - als Jacques
- 2000 The Last Musketeer - als D.C.I. Lyon
- 1998 Middleton's Changeling - als Franciscus
- 1995 Rich Deceiver - als Pete Sparrow

### Televisieseries
Uitgezonderd eenmalige gastrollen.
- 2024 Renegade Nell - als kapitein Jarrold - 2 afl.
- 2020 Us - als Mike - 2 afl.
- 2015 A.D. The Bible Continues - als Philip - 5 afl.
- 2014 Lewis - als Tony Maddox - 2 afl.
- 2013 Atlantis - als Ramos - 5 afl.
- 2011 32 Brinkburn Street - als Nick - 5 afl.
- 2008 Criminal Justice - als Robert Lloyd - 5 afl.
- 2007 Silent Witness - als DI Simon Rush - 2 afl.
- 1997 Holding On - als Eylot - 3 afl.
- 1995 Rumble - als de profeet - 2 afl.
- 1994 Little Napoleons - als Rap - 4 afl.
- 1993 Comics - als Harper Knowles - 2 afl.
- 1990 The Manageress - als Terry Moir - 6 afl.

### Computerspellen
- 2012 Harry Potter for Kinect - als James Potter / Griphook
- 2012 Bloodforge - als Balor / Arawn / Wodan

- Library of Congress Control Number: no2017165124
- Virtual International Authority File: 2131151433030256420009
- WorldCat: E39PBJpJhFwcTmMVJDRBKbfyVC